# Nordlig uppnäbb
Nordlig uppnäbb (Xenops mexicanus) är en fågel i familjen ugnfåglar inom ordningen tättingar.

## Utbredning och systematik
Strimmig uppnäbb delas in i fem underarter med följande utbredning:
- Xenops mexicanus mexicanus – förekommer från södra Mexiko till Honduras
- Xenops mexicanus ridgwayi – förekommer från Nicaragua till centrala Panama
- Xenops mexicanus littoralis – förekommer från östra Panama och norra Colombia till västra Colombia, västra Ecuador och nordvästra Peru
- Xenops mexicanus olivaceus – förekommer i nordöstra Colombia
- Xenops mexicanus neglectus – förekommer i nordöstra Colombia och norra Venezuela

Tidigare behandlades den som en del av Xenops genibarbis, men urskildes 2024 som egen art på grund av skillnader i fjäderdräkt, läten och genetik.

## Status
IUCN erkänner den inte som art, varför dess hotstatus inte bestämts.